# Fadila Arabat-Ziane
Pour les articles homonymes, voir Ziane.
Fadila Arabat-Ziane, née le 18 novembre 1966, est une sportive française, championne de France de Tai-chi-chuan. 

## Biographie
Née dans la région de la Loire, Fadila Arabat-Ziane pratique plusieurs sports dans son adolescence, notamment le rugby à XV pour lequel elle décroche une présélection pour entrer dans l’équipe de France de rugby à XV féminin dans les années 1980. C’est dans les arts martiaux, précisément en Tai-Chi-chuan que Fadila Arabat-Ziane s’illustre dans les années 2000. En 2007, après l’obtention de son 4e duan, elle participe à sa première compétition internationale, à Jiaozuo, dans la province chinoise du Henan. Elle est finaliste parmi une soixantaine de participants chinois à la discipline « Enseignement » (tirage au sort d’un mouvement de Tai-chi-chuan à enseigner, en chinois, à des élèves). De 2008 à 2010, elle se perfectionne en Chine et étudie le mandarin à l’université polytechnique de Jiaozuo. Elle se forme au Tai-chi-chuan avec le maître Wang Xian,(1944-2024), dans le village de Chenjiagou, considéré comme le berceau de cet art martial. Elle pratique également le Qi Gong et obtient le diplôme officiel chinois en 2005.
En 2010, Fadila Arabat-Ziane devient professeur de Tai-chi-chuan en France. En 2011, seule femme de la compétition, elle est sacrée Championne de France aux armes longues (hallebarde) au Championnat de France de Tai-chi-chuan. Elle décroche également la médaille d’argent à l'épée. Plusieurs médailles lui sont remises en 2012, 2013 et 2014, dont 3 médailles d'or à Paris.

## Diplôme
Obtention du DEJEPS, Perfectionnement Tai-chi-chuan, décembre 2012
Diplômée de l’Université de Zhengzhou & Jiaozuo  langue chinoise Mandarin, (Chine, Henan)HSK niveau 4,  2006-2010
Diplômée des Temps du Corps (Paris) et de l’Institut National de Qi Gong de Beidaihe (Chine ) 2006
Diplômée de l’institut Internationale de Dao Yin Yang Sheng Gong, méthode du professeur Zhang Guang De, Biarritz
Diplôme de massage chinois Tuina , Navarrenx (64) 2006
Certificat de Moniteur (FFaemc 2005)
Tronc commun d’éducateur Sportif  (2001)
Formation en massage Tantran avec l'école de Tantran integral

## Palmarès
- Championnat national des Arts Martiaux Chinois Internes, Tai-Chi-Chuan traditionnel, Paris, 2016
  - Médaille d'or, style Chen Wang Xi An
  - Médaille d'or, épée style Chen
  - Médaille d'or, épée tous styles (femmes)
  - Médaille d'or, armes (hallebarde), tous styles écoles (femmes)
  - Médaille d'argent, mains nues tous styles, toutes écoles (femmes)
  - Médaille d'argent, mains nues style Chen
- Championnat de France de Tai-Chi-Chuan traditionnel, Paris, 2014
  - Médaille d'or, armes longues, Hallebarde
  - Médaille de bronze, épées tous styles
  - Médaille de bronze, mains nues, formes rapides, tous styles
  - Médaille de bronze, mains nues, formes rapides, autres styles
- Championnat de France de Tai-chi-chuan 2013
  - Médaille d'or tous styles et toutes écoles confondues, épreuve mixte
  - Médaille d'or style Chen
  - Médaille d'or par équipe
  - Médaille d'argent, hallebarde
  - Médaille de bronze style Chen, forme rapide "Paochui", épreuve mixte

- Compétition Européenne, Paris, 2012
  - Médaille d'or par équipe
  - Médaille d'or aux armes longues, hallebarde

- Championnat de France de Tai-chi-chuan 2011
  - Médaille d'or aux armes longues, hallebarde
  - Médaille d’argent à l'épée

- Compétition Internationale, Jiazuo (Province de Henan), Chine, 2011
  - Médaille de bronze pour la forme à main nue
  - Médaille de bronze pour la forme à l'épée

- Championnat de France de Tai-chi-chuan 2008
  - Médaille de bronze en solo
  - Médaille d’or en groupe

- Compétition Internationale de Tai-chi-chuan,  Jiazuo, Chine, 2007
  - Médaille d’argent pour la présentation forme à main nue
  - Médaille d’argent pour la forme à l’épée
  - Médaille de bronze pour la forme à main nue en groupe